# Барриос, Рубен Марсиаль
Рубе́н Марсиаль Барриос Гонса́лес (исп. Rubén Marcial Barrios González; 26 июня, по другим данным 29 июня 1919, Ламбаре — неизвестно) — парагвайский футболист, правый нападающий.

## Карьера
Рубен Марсиаль Барриос начал карьеру в клубе «Олимпия». Оттуда форвард в 1938 году перешёл в «Гуарани». В 1939 году он перешёл в аргентинский «Уракан». 9 апреля он дебютировал в составе команды в матче с «Химнасией и Эсгримой» (3:4), где забил один гол. 16 апреля Барриос сыграл вторую и последнюю встречу за клуб против «Индепендьенте» (3:2). В следующем сезоне Рубен стал игроком «Униона» из Санта-Фе. В 1942 году Барриос перешёл в «Боку Хуниорс», заплатившую за трансфер футболиста 12 тысяч песо. Он дебютировал в клубе в матче с «Сан-Лоренсо» (2:4), где забил один из двух голов своей команды. 7 июня того же года Рубен оформил хет-трик во встрече с «Тигре» (11:1). 30 мая 1943 года футболист провёл последний матч за «Боку» против «Уракана» (1:3). В том же сезоне его клуб одержал победу в чемпионате страны. Всего за клуб он сыграл 22 встречах и забил 10 голов.
В 1944 году Барриос уехал в Бразилию, подписав контракт с клубом «Сан-Паулу», заплатившую за трансфер игрока сумму в 9 тысяч песо. 12 февраля он дебютировал в составе команды в матче с «Флуминенсе» (2:0), где забил первый во встрече мяч. Уже в марте футболист отпраздновал завоевание Сан-Паулу Кубка города. 20 декабря Рубен сыграл один матч за «Флуминенсе» в неофициальном турнире против «Пеньяроля» (1:4). В следующем году нападающий помог своей команде выиграть чемпионат штата Сан-Паулу, а сезоном позже повторить этот успех. 1 июля 1947 года он забил последний матч в клубе, поразив ворота «Ботафого». А 19 октября Барриос провёл последнюю встречу за «Сан-Паулу» против «Португезы Деспортос» (0:0). А всего в составе команды футболист сыграл в 98 матчах и забил 40 голов. Затем Рубен вернулся на родину, где выступал за «Олимпию», выиграв чемпионат страны, а завершил карьеру в 1950 году в клубе «Серро Портеньо».
Завершив игровую карьеру, Барриос остался в футболе. В частности он был исполняющим обязанности главного тренера сборной Парагвая в товарищеской игре с Бразилией 12 мая 1974 года.

## Международная статистика
| Матчи Рубена Марсиаля Барриоса за сборную Парагвая | Матчи Рубена Марсиаля Барриоса за сборную Парагвая | Матчи Рубена Марсиаля Барриоса за сборную Парагвая | Матчи Рубена Марсиаля Барриоса за сборную Парагвая | Матчи Рубена Марсиаля Барриоса за сборную Парагвая | Матчи Рубена Марсиаля Барриоса за сборную Парагвая | Матчи Рубена Марсиаля Барриоса за сборную Парагвая |
| -------------------------------------------------- | -------------------------------------------------- | -------------------------------------------------- | -------------------------------------------------- | -------------------------------------------------- | -------------------------------------------------- | -------------------------------------------------- |
| №                                                  | Дата                                               | Место проведения                                   | Оппонент                                           | Счёт                                               | Голы                                               | Турнир                                             |
| 1                                                  | 13 января 1937                                     | Буэнос-Айрес                                       | Бразилия                                           | 0:5                                                | —                                                  | Чемпионат Южной Америки                            |
| 2                                                  | 15 января 1939                                     | Лима                                               | Чили                                               | 5:1                                                | 2                                                  | Чемпионат Южной Америки                            |
| 3                                                  | 29 января 1939                                     | Лима                                               | Перу                                               | 0:3                                                | —                                                  | Чемпионат Южной Америки                            |
| 4                                                  | 5 февраля 1939                                     | Лима                                               | Уругвай                                            | 1:3                                                | 1                                                  | Чемпионат Южной Америки                            |
| 5                                                  | 12 февраля 1939                                    | Лима                                               | Эквадор                                            | 3:1                                                | —                                                  | Чемпионат Южной Америки                            |
| 6                                                  | 26 февраля 1939                                    | Сантьяго                                           | Чили                                               | 1:4                                                | —                                                  | Бенефит                                            |
| 7                                                  | 18 февраля 1940                                    | Буэнос-Айрес                                       | Аргентина                                          | 1:3                                                | —                                                  | Кубок Шевалье Бутеля                               |
| 8                                                  | 25 февраля 1940                                    | Асунсьон                                           | Аргентина                                          | 0:4                                                | —                                                  | Кубок Шевалье Бутеля                               |
| 9                                                  | 11 января 1942                                     | Монтевидео                                         | Аргентина                                          | 3:4                                                | —                                                  | Чемпионат Южной Америки                            |
| 10                                                 | 18 января 1942                                     | Монтевидео                                         | Перу                                               | 1:1                                                | 1                                                  | Чемпионат Южной Америки                            |
| 11                                                 | 22 января 1942                                     | Монтевидео                                         | Чили                                               | 2:0                                                | 1                                                  | Чемпионат Южной Америки                            |
| 12                                                 | 25 января 1942                                     | Монтевидео                                         | Эквадор                                            | 3:1                                                | —                                                  | Чемпионат Южной Америки                            |
| 13                                                 | 28 января 1942                                     | Монтевидео                                         | Уругвай                                            | 1:3                                                | 1                                                  | Чемпионат Южной Америки                            |
| 14                                                 | 5 февраля 1942                                     | Монтевидео                                         | Бразилия                                           | 1:1                                                | —                                                  | Чемпионат Южной Америки                            |
| 15                                                 | 20 апреля 1949                                     | Сан-Паулу                                          | Уругвай                                            | 1:2                                                | —                                                  | Чемпионат Южной Америки                            |
| 16                                                 | 11 мая 1949                                        | Рио-де-Жанейро                                     | Бразилия                                           | 0:7                                                | —                                                  | Чемпионат Южной Америки                            |

## Достижения
- Чемпион Аргентины: 1943
- Обладатель Кубка города Сан-Паулу: 1944
- Победитель турнира начала чемпионата Паулиста: 1945
- Чемпион штата Сан-Паулу: 1945, 1946
- Чемпион Парагвая: 1948